# Wasił Spasow (piłkarz)
Wasił Spasow (ur. 30 grudnia 1919 w Sofii, zm. 16 listopada 1996) – bułgarski piłkarz i trener piłkarski.

## Kariera sportowa
Niemal przez całą piłkarską karierę związany był z Lewskim Sofia, w którego barwach od 1941 do 1953 roku wystąpił w 133 meczach, w których strzelił 43 bramki. Zdobył z nim sześć tytułów mistrza kraju (1942, 1946, 1947, 1949, 1950 i 1953) oraz pięć razy wygrywał rozgrywki o Puchar Armii Sowieckiej (1942, 1946, 1947, 1949, 1950). W reprezentacji Bułgarii rozegrał 17 meczów.
Po zakończeniu kariery piłkarskiej rozpoczął pracę szkoleniową. Trzykrotnie był opiekunem piłkarzy Lewskiego. Zdobył z nimi mistrzostwo (1977) i wicemistrzostwo kraju (1969) oraz Puchar Armii Sowieckiej (1977). Ponadto pracował w Botewie Płowdiw (1969–1970), a w latach 1970–1972 pełnił obowiązki selekcjonera drużyny narodowej.
W sezonie 1990–1991 był prezesem Lewskiego Sofia.